# 박대형 효자 정려
박대형효자정려는 전라남도 진도군 군내면 월가리에 있다. 2012년 2월 29일 진도군의 향토문화유산(유형유산) 제11호로 지정되었다.

## 개요
박대형효자정려는 진도군 군내면 월가리에 있다. 박대형의 효행은 하늘이 감동한 것이라고 군민의 칭송이 자자하였는데, 때마침 전라감사 조상우(趙相佑)가 지방 순시 중 진도에 와서 그 소문을 듣고 중앙정부에 보고하였다. 중앙정부에서는 그 효성을 높이 사서 1571년(선조 4)진도군 진도읍 동외리 자리에 정려를 세워 공을 높이었고, 가선대부라는 벼슬품계를 주었다. 정려는 '박대형효자정려(朴大泂孝子旌閭)'라 적혀 있고, 정려 내부에는 정려기, 정려중수기, 정려고적 등의 편액이 있다.
박대형의 본관은 경주, 아버지는 박총룡(朴叢龍, 1949~1532)이고, 어머니는 장흥임씨 임처경(任處京)의 딸이다. 1532년 진도읍 북상리에서 태어났으며, 자(字)는 달수, 호(號)는 윤곡이라 하였다. 나라로부터 가선대부(嘉善大夫)라는 벼슬 품계를 하사 받았고, 진도군 향리를 지낸 것이 1883년 진도읍내 정거름재에 세워진 비에 적혀있다. 박대형의 12세손으로 박천재(朴薦在)가 있다.
박대형은 5살 나던 해에 어머니로부터 자기가 유복자임을 알았다. 어려서부터 총명하고 침착한 달수는 아침저녁으로 하루도 거르지 않고 요절한 아버지 묘소를 찾아 호곡하는가 하면 홀로된 어머니에게도 극진한 효성을 다하였다.
그러던 중 세월은 흘러 달수는 약관이 되었고 어머니는 노년에 이르러 병으로 앓아 눕게 되었다. 달수는 좋다는 약은 모두 구하여 봉양하였으나 날이 갈수록 어머니의 병세는 회복되지 않고 더욱 악화되어만 갔다.
하루는 병석에 누워 있던 어머니가 숭어 고기를 먹고 싶다고 하였다. 달수는 어리둥절 하였다. 생전에 어머니가 자기에서 무엇을 요구하지도 않았지만 이 엄동설한에 어떻게 숭어 고기를 구한단 말인가.
그러나 달수는 어머니를 위한 일이면 무슨 일인들 못할 것인가 생각하고 휘몰아치는 눈보라 속을 헤치고 강가로 달려갔다. 그러나 강물은 꽁꽁 얼어 붙었고 그 위에는 흰눈이 덮여 있었다.
달수는 이러지도 저러지도 못하고 빙판 위에서 한참 서서 생각하다 그 자리에 무릎을 꿇고 하느님께 이 딱한 사정을 기도하였다. 얼마나 지났을까. 온 몸이 꽁꽁 얼어 붙은 듯 꼼짝할 수 없는데 더운 기운이 하늘로부터 달수의 몸을 감싸는 듯 하여 정신을 차려보니 이상하게도 얼어붙은 냇가 얼음을 깨고 싶은 충동에 앉은 자리에서 벌떡 일어나 부근에서 돌을 주워 얼어붙은 강 얼음 치기를 수십 번 하였다.
마침내 깨어져 나간 얼음 사이로 숭어 한 마리가 튀쳐 나오자 이를 본 달수는 너무나 반가워 숭어를 움켜 쥔 채로 하늘을 보고 감사한 후 한걸음에 집으로 돌아와 그종안에 캐놓은 약이 될만한 산나물을 숭어와 함께 정성껏 다려서 어머니께 드렸더니 눈물을 흘ㄹ리시며 숭어 고기를 잡수신 달수 어머니의 병환은 몇 일 뒤에 씻은 듯 나았다고 전해온다.